# Graptophyllum repandum
Graptophyllum repandum är en akantusväxtart som först beskrevs av Asa Gray, och fick sitt nu gällande namn av A.C. Smith. Graptophyllum repandum ingår i släktet Graptophyllum och familjen akantusväxter. Inga underarter finns listade i Catalogue of Life.